# فرودگاه آبی دریاچه فایو مایل
 فرودگاه آبی دریاچه فایو مایل (به انگلیسی: Five Mile Lake Water Aerodrome) یک فرودگاه خصوصی است که یک باند فرود آب دارد. این فرودگاه در کشور ایالات متحده آمریکا قرار دارد و در ارتفاع ۴۵۰ متری از سطح دریا واقع شده است.